# Trittico Lombardo
O Trittico Lombardo é uma competição ciclista profissional que se disputa em Lombardia, Itália, no mês de agosto.
Disputa-se anualmente desde 1997. O Trittico é simplesmente o prêmio que recebe o ciclista melhor classificado em três provas que a conformam e que se disputam em dias sucessivos:
- Tres Valles Varesinos
- Coppa Agostoni
- Coppa Bernocchi

Em 2020, como consequência da pandemia de doença por coronavirus, as três corridas se uniram numa única para formar o Gran Trittico Lombardo.

## Palmarés
| Ano  | Três Vales Varesinos | Coppa Agostoni        | Coppa Bernocchi    | Trittico Lombardo    |
| ---- | -------------------- | --------------------- | ------------------ | -------------------- |
| 1997 | Roberto Caruso       | Massimo Apollonio     | Gianluca Bortolami | Giovanni Lombardi    |
| 1998 | Davide Rebellin      | Andrea Tafi           | Fabio Sacchi       | Mirko Celestino      |
| 1999 | Sergio Barbero       | Massimo Donati        | Giancarlo Raimondi | Sergio Barbero       |
| 2000 | Massimo Donati       | Jan Ullrich           | Romāns Vainšteins  | Raimondas Rumsas     |
| 2001 | Mirko Celestino      | Francesco Casagrande  | Paolo Valoti       | Gianluca Tonetti     |
| 2002 | Eddy Ratti           | Laurent Jalabert      | Daniele Nardello   | Eddy Ratti           |
| 2003 | Danilo Di Luca       | Francesco Casagrande  | Sergio Barbero     | Massimo Giunti       |
| 2004 | Fabian Wegmann       | Leonardo Bertagnolli  | Angelo Furlan      | Leonardo Bertagnolli |
| 2005 | Stefano Garzelli     | Paolo Valoti          | Danilo Napolitano  | Lorenzo Bernucci     |
| 2006 | Stefano Garzelli     | Alessandro Bertolini  | Danilo Napolitano  | Andrea Tonti         |
| 2007 | Christian Murro      | Alessandro Bertolini  | Danilo Napolitano  | Alessandro Bertolini |
| 2008 | Francesco Ginanni    | Linus Gerdemann       | Stephen Cummings   | Leonardo Bertagnolli |
| 2009 | Mauro Santambrogio   | Giovanni Visconti     | Luca Paolini       | Mauro Santambrogio   |
| 2010 | Daniel Martin        | Francesco Gavazzi     | Manuel Belletti    | Francesco Gavazzi    |
| 2011 | Davide Rebellin      | Sacha Modolo          | Yauheni Hutarovich | Yauheni Hutarovich   |
| 2012 | David Veilleux       | Emanuele Sella        | Sacha Modolo       | David Veilleux       |
| 2013 | Kristijan Đurasek    | Filippo Pozzato       | Sacha Modolo       | Simone Ponzi         |
| 2014 | Michael Albasini     | Niccolò Bonifazio     | Elia Viviani       | Simone Ponzi         |
| 2015 | Vincenzo Nibali      | Davide Rebellin       | Vincenzo Nibali    | Vincenzo Nibali      |
| 2016 | Sonny Colbrelli      | Sonny Colbrelli       | Giacomo Nizzolo    | Sonny Colbrelli      |
| 2017 | Alexandre Geniez     | Michael Albasini      | Sonny Colbrelli    | Michael Albasini     |
| 2018 | Toms Skujiņš         | Gianni Moscon         | Sonny Colbrelli    | Toms Skujiņš         |
| 2019 | Primož Roglič        | Aleksandr Ryabushenko | Phil Bauhaus       | Giovanni Visconti    |
| 2020 | Não celebrada        | Não celebrada         | Não celebrada      | Gorka Izagirre       |
| 2021 | Alessandro De Marchi | Alexey Lutsenko       | Remco Evenepoel    | Alessandro Covi      |
| 2022 | Tadej Pogačar        | Sjoerd Bax            | Davide Ballerini   | Alejandro Valverde   |
| 2023 | Ilan Van Wilder      | Davide Formolo        | Wout van Aert      | Vincenzo Albanese    |

## Palmarés por países
| País         | Vitórias |
| ------------ | -------- |
| Itália       | 20       |
| Espanha      | 2        |
| Lituânia     | 1        |
| Bielorrússia | 1        |
| Canadá       | 1        |
| Suíça        | 1        |
| Letônia      | 1        |

## Estatísticas
| Ciclista             | Vitórias |
| -------------------- | -------- |
| Sonny Colbrelli      | 4        |
| Danilo Napolitano    | 3        |
| Sacha Modolo         | 3        |
| Davide Rebellin      | 3        |
| Francesco Casagrande | 2        |
| Stefano Garzelli     | 2        |
| Alessandro Bertolini | 2        |
| Vincenzo Nibali      | 2        |
| Michael Albasini     | 2        |

| Ciclista      | Vitórias |
| ------------- | -------- |
| Itália        | 55       |
| Alemanha      | 4        |
| Bélgica       | 3        |
| França        | 2        |
| Suíça         | 2        |
| Letônia       | 2        |
| Bielorrússia  | 2        |
| Eslovênia     | 2        |
| Reino Unido   | 1        |
| Irlanda       | 1        |
| Canadá        | 1        |
| Croácia       | 1        |
| Espanha       | 1        |
| Cazaquistão   | 1        |
| Países Baixos | 1        |